# Borough e Census Area dell'Alaska

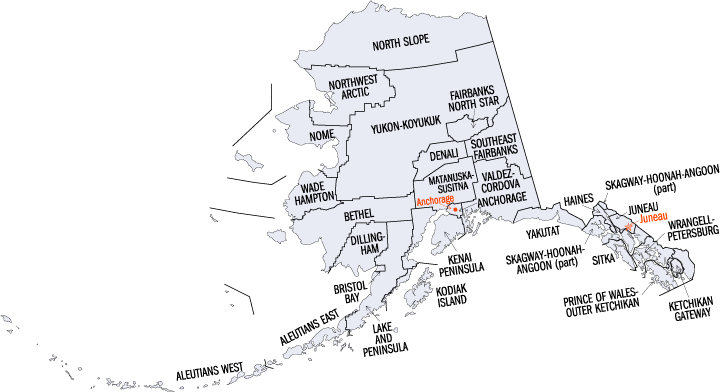
Mappa dei Borough e delle Census Area dell'Alaska

Lo stato dell'Alaska non è diviso in contee, come 48 degli altri soggetti federali (anche la Louisiana non ha contee, ma parrocchie), bensì in 19 borough. Molte delle aree più densamente popolate dello Stato fanno parte dei borough, che hanno minori funzioni rispetto a quelle delle contee negli altri stati, e che non coprono tutto il territorio, individuando un'area non organizzata, detta appunto Unorganized Borough.
Per il censimento del 1970, lo United States Census Bureau, in cooperazione con lo Stato, divise l'Unorganized Borough in 11 Census Area, ognuna all'incirca corrispondente a un distretto elettorale. Comunque tali aree esistono solo a scopi statistici (di livello equivalente ai borough e alle contee) e non hanno una propria amministrazione.
Alcune aree dell'Unorganized Borough ricevono alcuni servizi pubblici direttamente dall'amministrazione statale dell'Alaska, come l'ordine pubblico attuato dagli Alaska State Troopers e i fondi per l'istruzione.
Esistono inoltre cinque amministrazioni consolidate città-borough (Juneau, Borough di Haines, Sitka, Yakutat e Anchorage, quest'ultima ufficialmente una municipalità assimilata a un borough). Queste autorità assommate sovraintendono in realtà alla maggioranza assoluta della popolazione dello Stato, rendendo la gestione amministrativa su due livelli locali una casistica ancor più rara per gli abitanti di questa regione.

## Lista
Il codice FIPS (Federal Information Processing Standard), usato dal governo statunitense per identificare in maniera univoca stati e contee, ha assegnato all'Alaska il codice 02. I codici dei singoli borough e census sono formati da tre cifre XXX e a livello nazionale assumono la forma 02XXX.

### Borough
- Aleutine Orientali
- Anchorage
- Bristol Bay
- Denali
- Fairbanks North Star
- Haines
- Juneau
- Ketchikan Gateway
- Kodiak Island
- Lake and Peninsula
- Matanuska-Susitna
- North Slope
- Northwest Arctic
- Penisola di Kenai
- Petersburg
- Sitka
- Skagway
- Wrangell
- Yakutat
- Unorganized Borough

### Census area nell'Unorganized Borough

Localizzazione dell'Unorganized Borough

Il cosiddetto Unorganized Borough (Borough non organizzato) è quella parte dello Stato dell'Alaska non compresa in nessuno dei 16 borough già istituiti. Copre più della metà dell'Alaska, per una superficie di 969318 km². Vi risiede il 13% degli alascani (81 803 abitanti nel 2000).
L'Alaska è l'unico caso in tutti gli Stati Uniti di territorio non suddiviso interamente in contee, o in altra forma assimilabile, organizzate. Nel 1970, lo United States Census Bureau ha suddiviso l'Unorganized Borough in 11 Census Area per facilitare le attività di censimento in un'area così vasta. Le 11 Census Area sono:
- Aleutine Occidentali
- Bethel
- Dillingham
- Hoonah-Angoon
- Nome
- Prince of Wales-Hyder
- Southeast Fairbanks
- Valdez-Cordova
- Wade Hampton
- Yukon-Koyukuk